# Zápas smrti

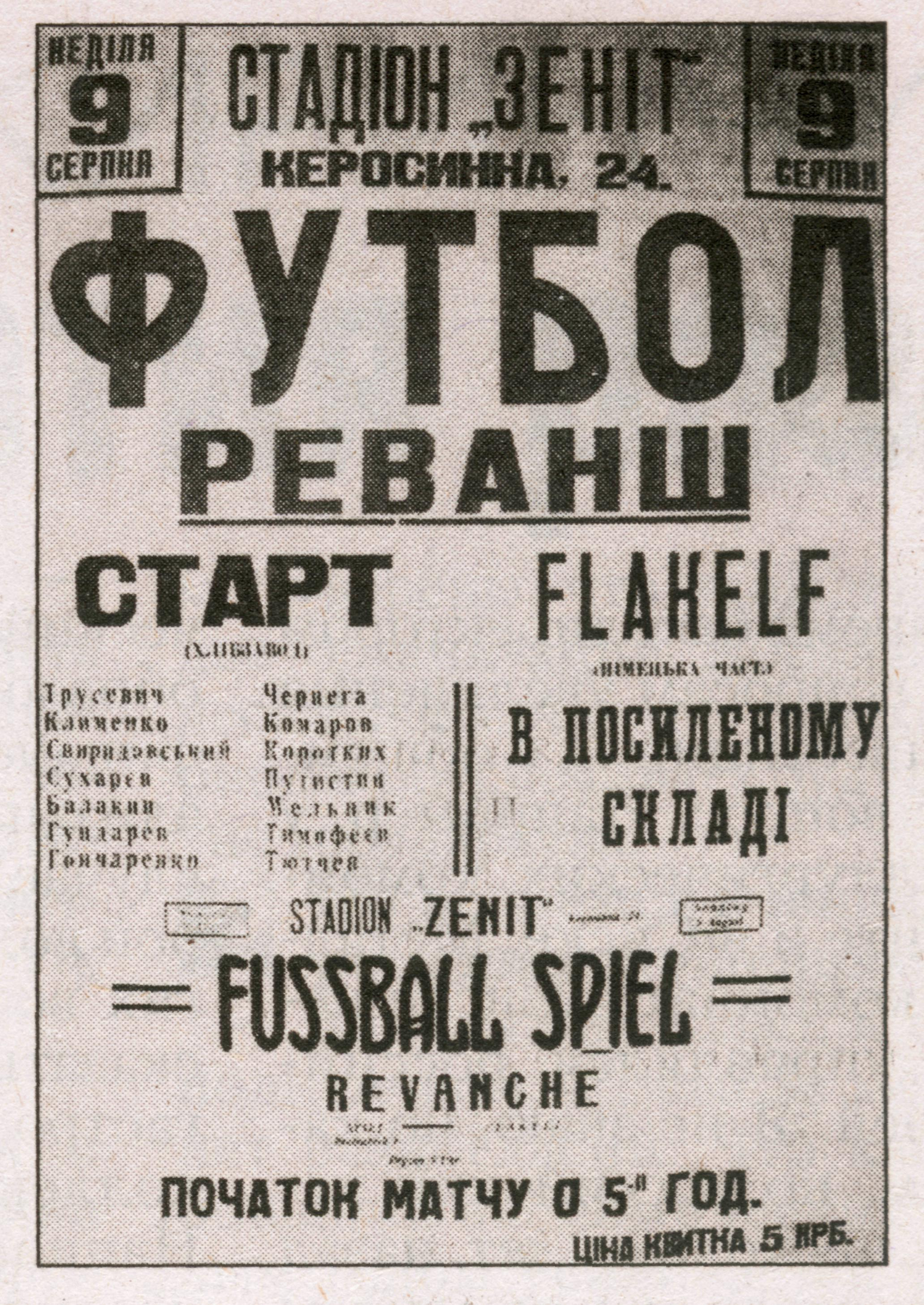
Plakát zvoucí na zápas

Zápas smrti (ukrajinsky Матч смерті) je označení fotbalového utkání, k němuž došlo v Kyjevě 9. srpna 1942 a nastoupil v něm domácí tým FK Start proti vojákům wehrmachtu.
Po dobytí Kyjeva v září 1941 němečtí okupanti rozpustili spolky fungující v sovětské éře včetně fotbalových klubů. Jedním z nově vytvořených týmů byl Start, hrající pod hlavičkou městské pekárny. Působili v něm i hráči, kteří před válkou hráli za provoligové kluby FK Dynamo Kyjev a FK Lokomotyv Kyjev. Start sehrál od června 1942 řadu zápasů proti jiným ukrajinským mužstvům i proti výběrům maďarských, rumunských i německých vojáků. 6. srpna 1942 porazili tým Flakelf, tvořený příslušníky německého protiletadlového dělostřelectva, rozdílem 5:1. Odveta byla smluvena na 9. srpen od 17.00 na Stadión Start (tehdy se jmenoval Zenit) na kyjevském předměstí Šuljavka.
Němci se v zápase ujali vedení, ale domácí do poločasu otočili na 3:1. O poločase údajně přišel do jejich šatny německý důstojník a varoval hráče, že pokud Němce porazí, nemuseli by to přežít. Přesto zápas skončil vítězstvím Kyjevanů 5:3.
V roce 1943 napsal Lev Kassil do novin Izvestija článek o zápase smrti, kterému asistovalo množství po zuby ozbrojených německých vojáků, rozhodčím byl důstojník Schutzstaffel, který pískal ve prospěch německého týmu, sovětští hráči byli zastrašováni, odmítli však prohrát a za trest byli hned po zápase zastřeleni. Tato verze události se později stala předlohou knihy Alexandra Borščagovského a filmů Osudový zápas (režie Jevgenij Karelov, 1962) a Matč (režie Andrej Maljukov, 2012). Volně se příběhem inspirovaly také filmy Dva poločasy v pekle (režie Zoltán Fábri, 1961) a Vítězství (režie John Huston, 1981). V roce 1964 obdrželi popravení fotbalisté in memoriam Medaili za odvahu a v roce 1971 byl u stadiónu Dynama Kyjev odhalen pomník připomínající zápas smrti.
V roce 1974 nařídila prokuratura v Hamburku vyšetřování případu jako válečného zločinu, ale pro nezájem sovětské strany o spolupráci bylo řízení zastaveno. Teprve v období glasnosti se v sovětském tisku objevila svědectví zpochybňující oficiální verzi. Bylo potvrzeno, že část hráčů Startu byla koncem srpna 1942 (tedy nikoli bezprostředně po utkání) zatčena, mučena a uvězněna v koncentračním táboře Syrec u Kyjeva, kde počátkem roku 1943 zemřeli Ivan Kuzmenko, Nikolaj Trusevič, Mykola Korotkych a Oleksij Klymenko, většina aktérů zápasu však přežila. Jeden z nich, Makar Hončarenko, také v rozhlasovém rozhovoru odmítl jako propagandistický výmysl, že by jim Němci během utkání vyhrožovali smrtí. Represe vůči Dynamovcům mohly být motivovány i tím, že klub byl před válkou spojen s NKVD.